# فيست أوف ذا نورث ستار: كينز رايج 2
فيست أوف ذا نروث ستار: كينز رايج 2 (بالإنجليزية: Fist of the North Star: Ken's Rage 2، ويترجم كـ« قبضة نجم الشمال: غضب كين - الجزء الثاني »‎؛ باليابانية: 真・北斗無双‎، ‏شين هوكوتو موسوه) هي لعبة فيديو من إنتاج شركة تيكمو كوي من أجل منصات إكس بوكس 360، و‌بلاي ستيشن 3، و‌وي يو. اللعبة تابعة لعنوان 2010 فيست أوف ذا نورث ستار: كينز رايج، وهي نسخة من مسلسل الأنمي الشهير قبضة نجم الشمال والتي أصدره شركة Toei سنة 1983.

## تاريخ إصـدار اللعبة
صدرت الجزء الثاني من اللعبة في شهر ديسمبر في اليابان عام 2012 ، والتي تدعم باللغة اليابانية فقط ، والشركة تؤكد إصدارها للغة الإنجليزية في الولايات المتحدة وبقية دول العالم في شهر فبراير عام 2013م.

## نظرة سريعة للعبة
تعيد القصة مرة أخرى كما في الجزء الأول من اللعبة ، ولكن أسلوب القتال ومطاردة قطاع الطرق مختلفة وهي تشبه كثيراً بالمسلسل الرسوم المتحركة الشهير ، وخلفية اللعبة من المناظر والأماكن هي نفسها ولكن الخارطة والأماكن مختلفة عليها ، ومن مميزات اللعبة أن كينشرو «بطل اللعبة» لديه أساليب جديدة لقتل قطاع الطرق وأشباه البشر.

## شخصيات
- كينشيرو : بطل اللعبة
- الملك شين : الخصم الأول للبطل كين
- الملك راو : شقيق البطل كين (بالانتساب)
- بات : الفتى صديق كينشيرو
- لين : فتاة صغيرة، تحب الخير وتزرع الزهور
- جوليا : في النسخة اليابانية تنطق يوريا، وهي خطيبة كينشيرو
- ساوثر : صاحب مشروع بناء أكبر هرم في العالم، يقوم بإجبار الصغار لبناء الهرم الكبير بالإكراه
- توكي : المعلم وهو أصل الوريث وشقيق كينشيرو وراو، فلما أثر عليه غبار من الأشعة النووية تسلم الوصية القتالية لكينشيرو.
- جاكي : شقيق الأصغر لكينشيرو، وهو وغد ويشهر بحمل السلاح في وجوه المتخاصمين، وخاصة كينشيرو.